# Akanvalkko
Akanvalkko är en kulle i Finland. Den ligger i Kittilä i landskapet Lappland, i den norra delen av landet, 800 km norr om huvudstaden Helsingfors. Toppen på Akanvalkko är 331 meter över havet. Akanvalkko ligger vid sjön Riikonjärvi.
Terrängen runt Akanvalkko är huvudsakligen platt, men västerut är den kuperad. Trakten runt Akanvalkko är nära nog obefolkad, med mindre än två invånare per kvadratkilometer. Närmaste större samhälle är Kittilä, 12,3 km söder om Akanvalkko. 